# Abotoadura

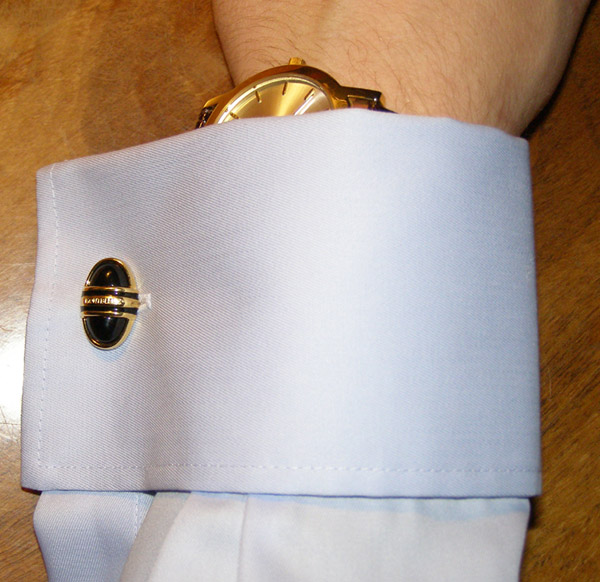
Abotoadura da Montblanc

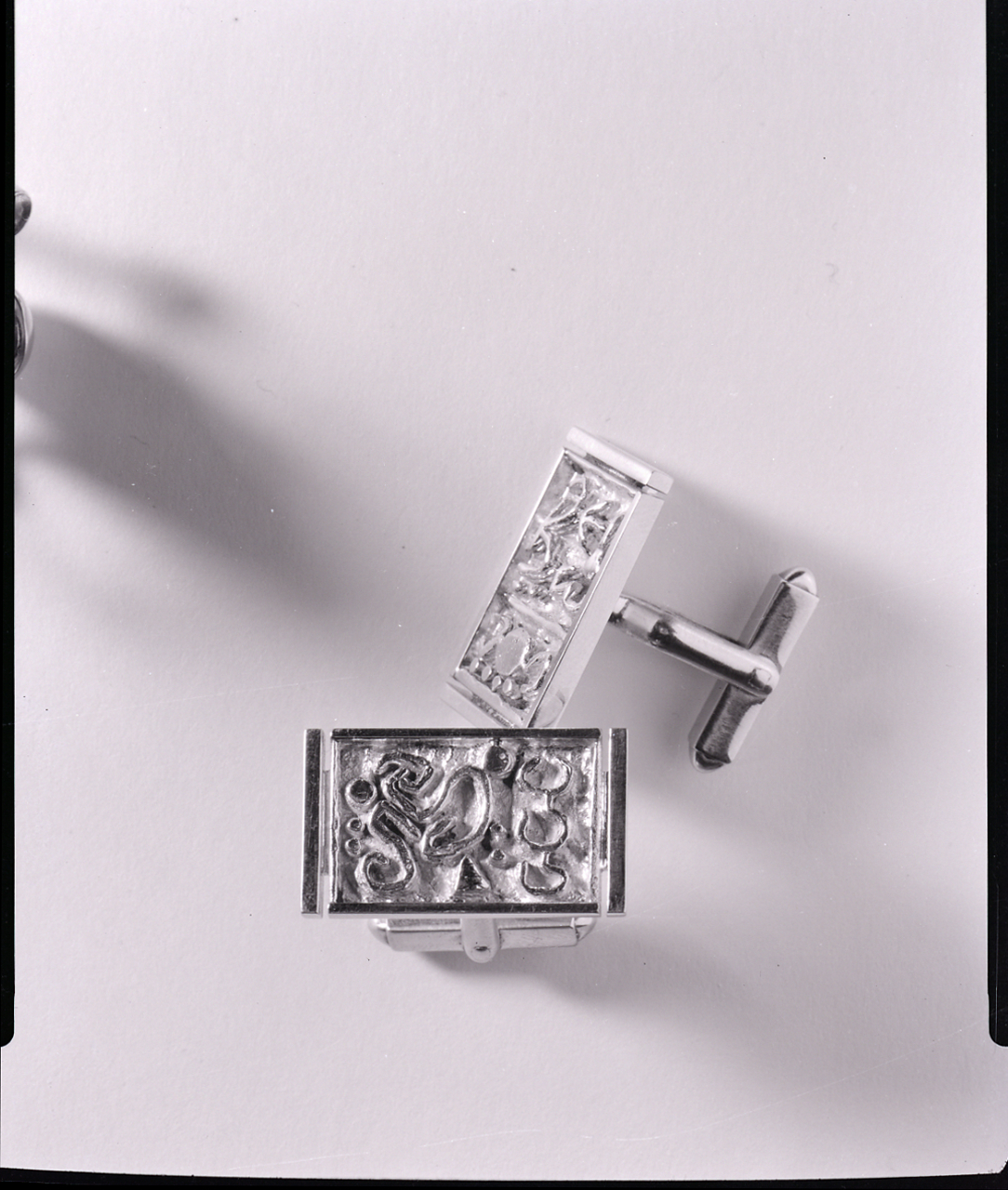
Abotoadura

Abotoaduras ou botões de punho são acessórios de moda usados por homens e mulheres para prender os dois lados da bainha de uma camisa, podendo ser feitas de ouro, prata, entre outros materiais.
Uma possível explicação para a origem das abotoaduras é que elas teriam sido criadas no início do século XVI, entretanto somente durante o reinado do Rei Luís XIV da França é que elas passaram a ser usadas pela maioria dos homens. Inicialmente usavam-se cordões e laços para amarrar os punhos das camisas mas, com o passar do tempo, esses cordões passaram a ser substituídos por botões ornamentados, feitos de ouro, prata e, por vezes, com uma pequena pedra de diamante.
Especialistas recomendam combinar as abotoaduras com o relógio. Se o relógio for de ouro, por exemplo, a abotoadura também deve ser de ouro.

## Leitura de apoio
- Jonas, Susan and Nissenson, Marilyn: Cuff Links, New York 1991
- Pizzin, Bertrand: Cuff Links, New York 2002
- Roetzel, Bernhard: Der Gentleman. Handbuch der klassischen Herrenmode, Köln 1999
- Uibk.ac.at